# Maria Pia av Italien
Maria Pia av Savojen, född 14 februari 1847, död 5 juli 1911, var en portugisisk drottning gift med kung Ludvig I av Portugal. 

## Biografi
Hon var dotter till Viktor Emanuel II av Italien och Maria Adelheid av Österrike. Gift med kung Ludvig I av Portugal 6 oktober 1862.
Maria Pia var känd för både sin välgörenhet och sitt slöseri. Som välgörare fick hon namnet "Välgörenhetens ängel". Hon var dock mera intresserad av mode, fester och maskerader. Då regeringen ifrågasatte hennes räkningar sade hon: "Vill ni ha en drottning får ni betala för det!" 
Hon var inte politiskt aktiv, men under en politisk konflikt sade hon om motståndaren: "Om jag vore kung skulle jag få honom skjuten!"
Hon blev änka 1889, och agerade tidvis regent under sonens och svärdotterns frånvaro. Under de sista åren i Portugal blev hon allt mer senil. Hon lämnade landet vid revolutionen 1910 och dog i Italien.